# Sportdomare

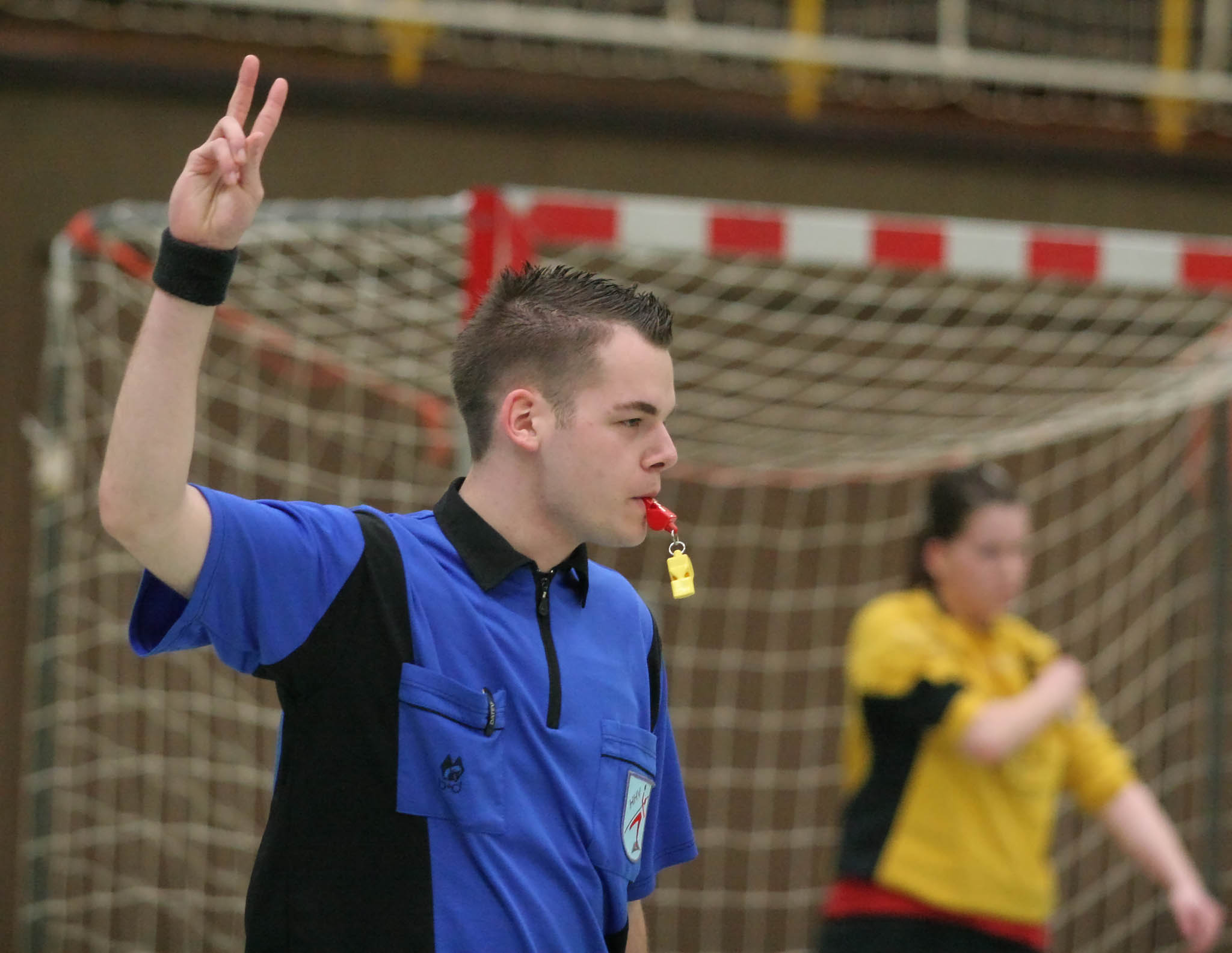
En domare i handboll gör tecknet för två minuters utvisning på en spelare.

En domare är en sportfunktionär som dömer en tävling i en sport och upprätthåller dess regler. Det kan finnas en eller flera domare med olika uppgifter i en tävling.